# Дуб ліванський
Дуб ліванський (Quercus libani) — вид рослин з роду дуб родини букові.

## Опис
Це листопадне дерево 7-8 м висоти, вкрай рідко — 10 м. Крона досить вузька, густо гілляста. Кора зверху гладенька, потім неглибоко тріщинувата. Пагони запушені тільки при появі, потім голі. Листя 5-12 см довжини і 1-3,5 см ширини, довгасто-ланцетні або довгасті, з загостреним верхівкою, звужені в округле або майже сердцеподібною основою, з 9-12 парами бічних жилок, кожна з яких закінчується великим, витягнутим в щетинисте вістря зубцем, зверху голі, знизу світліші й запушені по жилах, іноді тонко і слабо запушені по всій поверхні. Черешки завдовжки 0,5-1 см довжини. Жолуді — до 5 см довжини і до 2,5 см діаметром, довгасто-яйцеподібні або циліндричні, поодинокі чи парні, на коротких плодоніжках. Плюска закриває жолудь від половини до 2/3 його довжини, вкрита притиснутими або у верхніх рядках розпростертими лусочками.
Кора темно-сіра, у молодих дерев — червонувато-коричневого кольору. Гілки сіруваті, пагони буро-оливкові. Листя темно-зелені, блискучі.

## Культивація
Воліє до гірської місцини та глинястим ґрунтам. Росте швидко. Морозостійкий до мінус 25 °C, добре переносить посуху. Крім того, здатен витримати сильні вітри.
Цвіте одночасно з розпусканням листя — в травні. Квітки запилюються вітром. Плоди дозрівають на 2 рік після цвітіння у вересні.
Висаджується як декоративне дерево в садах, парках, використовується також для відновлення довкілля. Жолуді добре приймаються, якщо їх висаджують свіжими, коли вони висохнуть імовірність сходів різко знижується.

## Використання
Насіння використовується в кулінарії. Найчастіше його сушать, подрібнюють у порошок і використовують як згущувач або для випічки хліба (в суміші зі злаками). Смажене насіння можуть використовувати як замінник кави.
Самі по собі насіння гіркі, проте гіркоту усувають ретельним вимочуванням, але при цьому можуть бути втрачені і мінеральні речовини.
Деревні пагони сильно в'яжучі, і використовуються в лікуванні кровотеч, діареї та іншого.
Листя, що багаті на таніни, можуть виступати як репелент від слимаків, личинок та інших шкідників.

## Поширення
У дикій природі зустрічається на сході Туреччини, в Сирії, Лівані, на півночі Ізраїлю, північному сході Іраку і заході Ірану.